# 마법소녀 (영화)
《마법소녀》(스페인어: Magical Girl)는 스페인에서 제작된 카를로스 베르무트 감독의 2014년 네오누아르 스릴러 영화이다. 루이스 베르메호 등이 출연하였다.

## 출연진
- 루이스 베르메호
- 호세 사크리스탄
- 바르바라 레니
- 이스라엘 엘레할데
- 에바 요라치
- 하비에르 보테트